# John Corynham
John Corynham (ou Coringham) (falecido em 1444) foi um cónego de Windsor de 1416 a 1444.

## Carreira
Ele foi nomeado:
- Reitor de Campsall 1405
- Diretor da Capela Livre de Santa Maria, Jesmond, Newcastle upon Tyne
- Diretor da Capela Livre de São Tomás, o Mártir, ponte de Bedford, (diocese de Lincoln) 1413-1416
- Reitor de Clewer, Berkshire
- Escrivão da Ordem da Jarreteira
- Tesoureiro 1426
- Reitor de St Michael-le-Querne, Londres 1435.

Ele foi nomeado para a terceira bancada na Capela de São Jorge, Castelo de Windsor em 1416 e manteve a canonaria até 1444.